# 나는 아내와의 결혼을 후회한다
나는 아내와의 결혼을 후회한다는 2009년 출간된 김정운 (1962년) 교수의 저서이다.  부제목은 '영원히 철들지 않는 남자들의 문화 심리학'이다.  책의 내용은 '재미는 창조다'라는 키워드로 SERI CEO, 월간조선, 신동아등에 연재되었던 저자의 칼럼을 재구성한 것이다.  대상으로 정한 '남자들'이 '아내'에 대해 '안정과 로망의 경계'를 저자의 경험담과 함께 풀어나가고 있다.

## 구성[1]
1. 나는 아내와의 결혼을 후회한다.
2. 계절이 바뀌면 남자도 생리를 한다.
3. 도대체 갈수록 삶이 재미없는 이유는?
4. 우리는 절대 지구를 지킬 필요가 없다.
5. 도대체 무엇 때문에 사십니까?

## 키워드

### 리추얼
행복의 조작적 정의에서 자신이 좋아한 것들을 정서적 반응과 의미 부여의 과정을 동반한 채로 구체적으로 경험할 수 있고 반복할 수 있어야 진정으로 행복한 것이고 이런 삶이야 말로 풍요롭다.

### 후회
후회는 나쁜 것이 아니라 심리적 안정을 위해 순기능적인 면이 있다. 어떤 일을 하려고 할 때 일을 하고 후회를 가급적 짧게 하는 것이 안하고 후회하는 것보다 더 낫다.
1. ↑  김정운. 《나는 아내와의 결혼을 후회한다 - YES24》.